# Cừu Alpines Steinschaf

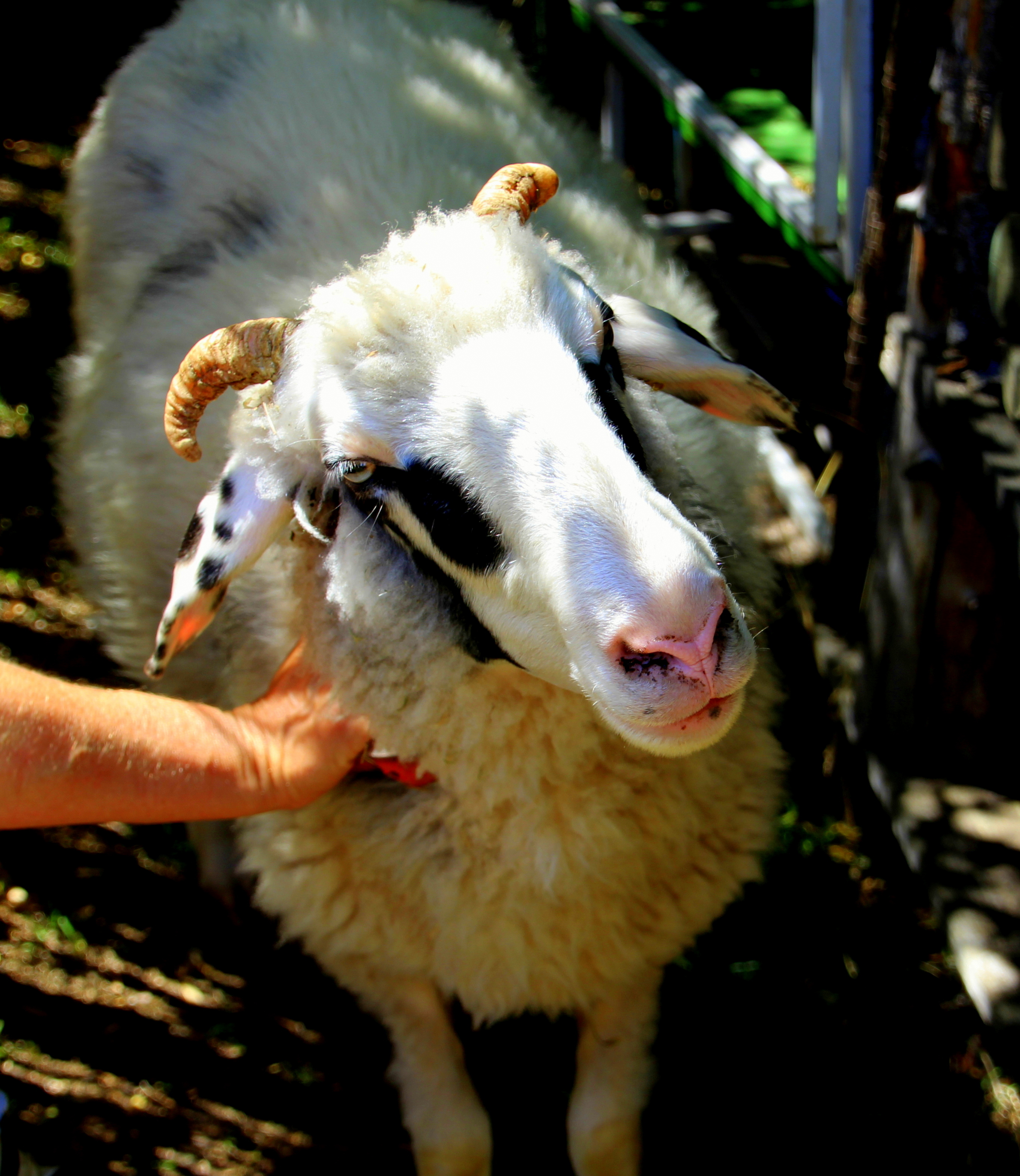
Cừu núi Alpine

Cừu Alpines Steinschaf là một giống cừu nhà bản địa ở vùng phía Đông của dãy núi Alps thuộc địa phận của nước Áo và miền nam nước Đức. Nó là giống cừu được sử dụng cho mục đích lây len, thịt cừu và được nuôi thả để kiểm soát hệ thực vật. Nguồn gốc và ý nghĩa của thuật steinschaf cho tới nay là không biết, mặc dù các lý thuyết khác nhau đã được đặt ra. Đây là một giống cừu có ngoại hình đẹp với lông trắng muốt và cái mũi hồng hào.

## Lịch sử
Các con cùu Alpines Steinschaf là một trong bốn giống ở nhóm Steinschaf, những cá thể giống khác là cừu Krainer Steinschaf, cừu Montafoner Steinschaf và cừu Tiroler Steinschaf. Chúng khác nhau như cho rằng đã có nguồn gốc từ các loại cừu Zaupelschaf Trung cổ, hoặc từ cừu Torschaf cổ xưa, và được cho là giống cừu lâu đời nhất của dãy núi Alps ở phía đông. Vào đầu thế kỷ XX, cừu Alpines Steinschaf đã được phân phối rộng rãi trong dãy Alps ở mé phía đông. Tại Áo nó đã được tìm thấy chủ yếu ở Salzburg, mà còn ở Carinthia, Bắc và Đông Tirol và trong Vorarlberg. Ở Đức nó đã được phổ biến ở các huyện vùng Bavaria Berchtesgaden và Traunstein và ở phần phía đông nam của Rosenheim.
Tại Ý nó đã có mặt trong khu vực Eisacktal, các vùng Passeiertal, phía thượng Pustertal và ở phía thượng Vinschgau, trong tự trị tỉnh Bolzano; năm 1964 dân số ở khu vực này đã giảm xuống dưới 1000 đầu cá thể. Trong năm 2009, cừu Alpines Steinschaf được đặt trong tình trạng là "nguy cơ tuyệt chủng giống vật nuôi của năm" do hiệp hội Gesellschaft zur Erhaltung Đức, một hiệp hội quốc gia để bảo tồn giống lịch sử và nguy cơ tuyệt chủng của các loài động vật gia súc. Trong năm 2014, nó đã được liệt kê là "cực kỳ nguy cấp" trong danh sách đỏ của giống vật nuôi quý hiếm của GEH. Một tổng dân số từ 491-650 cá thể đã được báo cáo của Áo vào năm 2012 và sau đó Đức báo cáo 791 đầu cá thể vào năm 2013. 

## Đặc điểm
Các con cừu Alpines Steinschaf là một giống cừu núi mà xương của nhỏ đến trung bình. Cừu đực nặng 55–80 kg (121-176 lb), và con cừu cái 40–60 kg (88-132 lb). Tất cả các màu lông được tìm thấy mặc dù màu trắng là chủ đạo. Khuôn mặt và dưới chân là không có lông; chân mỏng khẳng khiu nhưng mạnh mẽ, và móng cứng. Cừu đực thường có sừng, cừu cái ít ghi nhận hiện tượng này thường xuyên hơn như vậy. Đôi tai được mọc theo chiều ngang hoặc hơi rủ xuống. Các khuôn mặt và đôi tai có thể được đánh dấu bằng màu đen.
Trán chúng phẳng, xương mũi lồi ra, chúng có hố nước mắt, mõm của chúng mỏng, môi hoạt động, răng cửa sắc, nhờ đó chúng có thể gặm được cỏ mọc thấp và bứt được những lá thân cây mềm mại, hợp khẩu vị trên cao để ăn. Chúng có thói quen đi kiếm ăn theo bầy đàn, tạo thành nhóm lớn trên đồng cỏ. Trong da chúng có nhiều tuyến mồ hôi và tuyến mỡ hơn dê. Bởi thế chúng bài tiết mồ hôi nhiều hơn và các cơ quan hô hấp tham gia tích cực hơn vào quá trình điều tiết nhiệt. Mô mỡ dưới da của chúng phát triển tốt hơn dê và ngược lại ở các cơ bên trong của chúng có ít tích lũy mỡ hơn dê. Chính vì vậy, thịt chúng nhiều nạc hơn thịt dê.

## Chăn nuôi
Chúng có tính bầy đàn cao nên dễ quản lý, chúng thường đi kiếm ăn theo đàn nên việc chăm sóc và quản lý rất thuận lợi. Chúng cũng là loài dễ nuôi, mau lớn, ít tốn công chăm sóc. So với chăn nuôi bò thì chúng là vật nuôi dễ tính hơn, thức ăn của chúng rất đa dạng, thức ăn của chúng là những loại không cạnh tranh với lương thực của người. Chúng là động vật có vú ăn rất nhiều cỏ. Hầu hết chúng gặm cỏ và ăn các loại cỏ khô khác, tránh các phần thực vật có gỗ nhiều. Chúng có chế độ hoạt động ban ngày, ăn từ sáng đến tối, thỉnh thoảng dừng lại để nghỉ ngơi và nhai lại. Đồng cỏ lý tưởng cho chúng như cỏ và cây họ Đậu. Khác với thức ăn gia súc, thức ăn chính của chúng trong mùa đông là cỏ khô.
Chúng là loài ăn tạp, có thể ăn được nhiều loại thức ăn bao gồm thức ăn thô xanh các loại như: rơm cỏ tươi, khô, rau, củ quả bầu bí các loại, phế phụ phẩm công nông nghiệp và các loại thức ăn tinh bổ sung như cám gạo ngũ cốc. Mỗi ngày chúng có thể ăn được một lượng thức ăn 15-20% thể trọng. Chúng cần một lượng thức ăn tính theo vật chất khô bằng 3,5% thể trọng. Với nhu cầu 65% vật chất khô từ thức ăn thô xanh (0,91 kg) và 35% vật chất khô từ thức ăn tinh (0,49 kg). Khi cho chúng ăn loại thức ăn thô xanh chứa 20% vật chất khô và thức ăn tinh chứa 90% vật chất khô.
Nguồn nước uống là nhu cầu cơ bản của chúng. Lượng nước cần cho chúng biến động theo mùa và loại và chất lượng thực phẩm mà chúng tiêu thụ. Khi chúng ăn nhiều trong các tháng đầu tiên và có mưa (kể cả sương, khi chúng ăn vào sáng sớm), chúng cần ít nước hơn. Khi chúng ăn nhiều cỏ khô thì chúng cần nhiều nước. Chúng cũng cần uống nước sạch, và có thể không uống nếu nước có tảo hoặc chất cặn. Trong một số khẩu phần ăn của chúng cũng bao gồm các khoáng chất, hoặc trộn với lượng ít.

## Chăm sóc
Sau khi cho phối giống 16-17 ngày mà không có biểu hiện động dục lại là có thể cừu đã có chửa, Căn cứ vào ngày phối giống để chuẩn bị đỡ đẻ cho cừu (thời gian mang thai của cừu 146-150 ngày) nhằm hạn chế cừu sơ sinh bị chết; Có thể bồi dưỡng thêm thức ăn tinh và rau cỏ non cho cừu có chửa nhưng tuyệt đối tránh thức ăn hôi mốc; Khi có dấu hiệu sắp đẻ (bầu vú căng, xuống sữa, sụt mông, âm hộ sưng to, dịch nhờn chảy ra, cào bới sàn…) nên nhốt ở chuồng riêng có lót ổ rơm và chăn dắt gần, tránh đồi dốc.
Thông thường cừu mẹ nằm đẻ nhưng cũng có trường hợp đứng đẻ, tốt nhất nên chuẩn bị đỡ đẻ cho cừu; Sau khi đẻ cừu mẹ tự liếm cho con. Tuy nhiên, vẫn phải lấy khăn sạch lau khô cho cừu con, nhất là ở miệng và mũi cho cừu con dễ thở. Lấy chỉ sạch buộc cuống rốn (cách rốn 4–5 cm), cắt cuống rốn cho cừu con và dùng cồn Iod để sát trùng; Giúp cừu con sơ sinh đứng dậy bú sữa đầu càng sớm càng tốt (vì trong sữa đầu có nhiều kháng thể tự nhiên); Đẻ xong cho cừu mẹ uống nước thoải mái (có pha đường 1% hoặc muối 0.5%).
Cừu con trong 10 ngày đầu sau khi đẻ cừu con bú sữa mẹ tự do; Từ 11-21 ngày tuổi cừu con bú mẹ 3 lần/ngày, nên tập cho cừu con ăn thêm thức ăn tinh và cỏ non, ngon; 80-90 ngày tuổi có thể cai sữa. Giai đoạn này phải có cỏ tươi non, ngon cho cừu con để kích thích bộ máy tiêu hóa phát triển (đặc biệt là dạ cỏ) và bù đắp lượng dinh dưỡng thiếu hụt do sữa mẹ cung cấp không đủ; Cừu sinh trưởng và phát triển nhanh, mạnh ở giai đoạn này.